# Визначення мінералів під мікроскопом
Визначення мінералів під мікроскопом здійснюють у спеціально приготовлених шліфах мінералів.

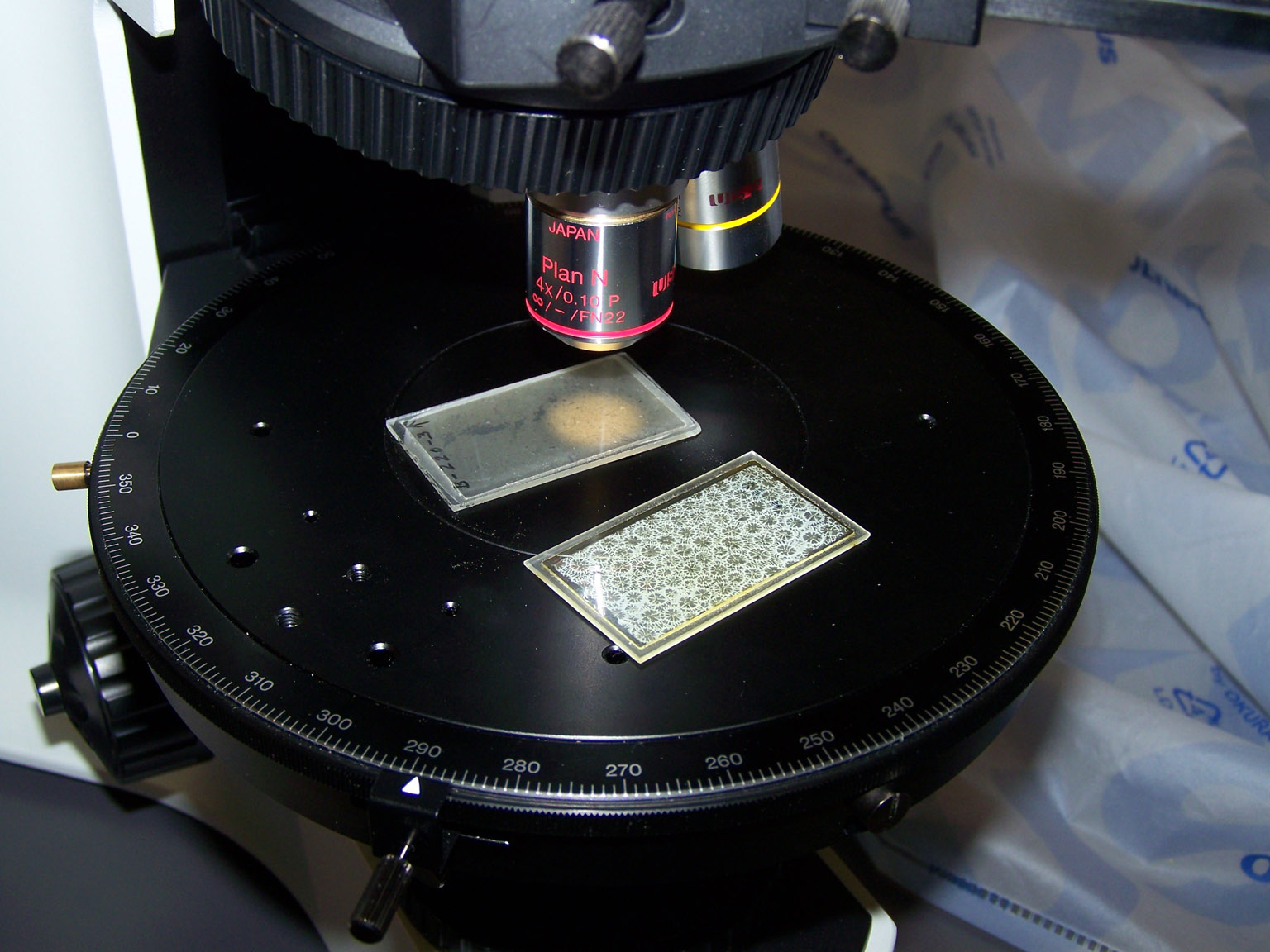
Шліф на предметному столику під об'єктивом петрографічного мікроскопу

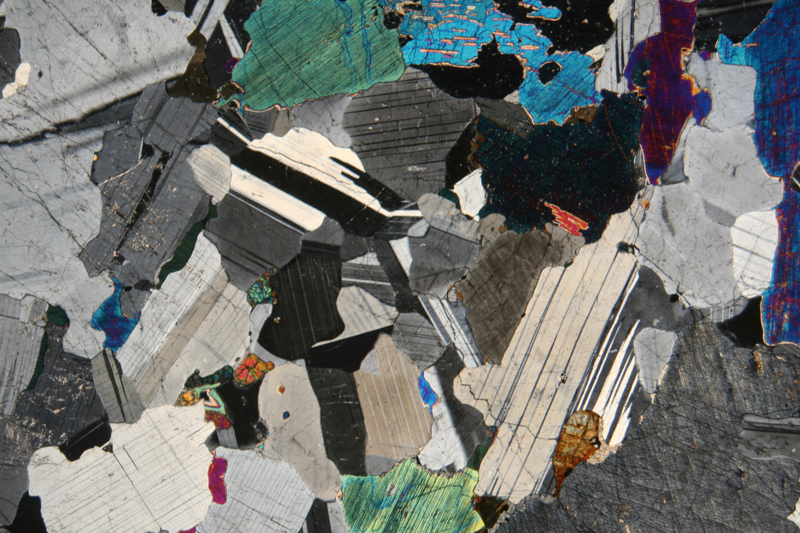
Мікрофотографія шліфа габро (ніколі схрещені)

Більшість мінералів в шліфах стає прозорими, і їх оптичні властивості (форма кристалів, забарвлення і його зміна у поляризованому світлі, особливості спайності, геоморфологічні співвідношення між кристалографічними і оптичними елементами) допомагають розпізнати мінерал, а в ряді випадків визначити його приблизний склад. Вивчення гірських порід і мінералів в шліфах широко застосовується у петрографії і мінералогії. Шліфи виготовляються шляхом попередньої підшліфовки однієї з поверхонь невеликого штуфу, наклейки її на предметне скло і подальшого сточування на механічному диску всього надлишку товщини шматочка до отримання тонкої пластинки, на яку потім наклеюють покривне скло (клеєм слугує канадський бальзам або інші смоли). Для вивчення непрозорих в проникному світлі мінералів виготовляються аншліфи – зрізи, пришліфовані і відполіровані тільки з одного боку. У таких препаратах мінерали вивчаються під мікроскопом у відбитому світлі.